# Ernesto de Vilhena
Ernesto Jardim de Vilhena ComA • ComSE • GCIC (Ferreira do Alentejo, Ferreira do Alentejo, 4 de Junho de 1876 – Lisboa, 14 de Fevereiro de 1967) foi um militar, político, administrador e colecionador de arte português.

## Biografia
Filho de Júlio Marques de Vilhena, primo em segundo grau do 1.º Visconde de Ferreira do Alentejo, e de sua mulher Maria da Piedade Leite Pereira Jardim, irmã do 1.º Conde de Valenças e filha do 1.º Visconde de Monte São.
Capitão-tenente oficial da Armada, 15.º Ministro das Colónias de 25 de Abril a 10 de Dezembro de 1917 e Ministro dos Negócios Estrangeiros interino de 19 de Novembro a 10 de Dezembro de 1917 pelo Partido Democrático no 14.º governo republicado, chefiado por Afonso Costa, e deposto pela Junta Revolucionária de 1917 encabeçada por Sidónio Pais. Foi fundador e presidente da Companhia de Diamantes de Angola, até a 8 Agosto 1966,  notável colecionador de arte, comendador da Ordem Militar de São Bento de Avis a 11 de Março de 1919, Comendador da Antiga, Nobilíssima e Esclarecida Ordem Militar de Sant'Iago da Espada, do Mérito Científico, Literário e Artístico e Grã-Cruz da Ordem do Império Colonial, a 27 de Novembro de 1944, Grande-Oficial da Ordem de Leopoldo I da Bélgica, oficial da Ordem da Estrela de Anjouan das Comores, etc.
Casou em Lisboa com Maria Amélia Queriol de Vasconcelos Porto (20 de Novembro de 1884 — Lisboa, 13 de Janeiro de 1978), filha mais velha de Nuno António Coelho de Vasconcelos Porto (Horta, Matriz, 23 de Julho de 1858 — ?), médico formado pela Escola Médica de Lisboa, médico da Casa Real e dos Hospitais, e de sua mulher (Lisboa, Santa Engrácia, 25 de Novembro de 1882) Rosa de Freitas Queriol (31 de Janeiro de 1859 — ?), de ascendência italiana, da qual teve um único filho:
- Júlio Manuel Porto de Vilhena (Lisboa, Anjos, 15 de Julho de 1908 — Lisboa, 9 de Maio de 1969)

Foi iniciado na Maçonaria.

## Coleção de arte
Na sua casa de Lisboa, com 50 divisões, guardava uma coleção de arte com 65 mil objetos, incluindo 9639 azulejos, 837 cerâmicas, 3443 têxteis, 2419 esculturas, 2065 vidros, 1059 metais, 1039 móveis, 530 marfins, 629 pratas, 236 pinturas, 191 cruzes, 182 leques além de 2574 livros antigos. Dos 65 mil objetos, 48 mil estão atualmente no Museu Nacional de Arte Antiga.